# Bus eller godis

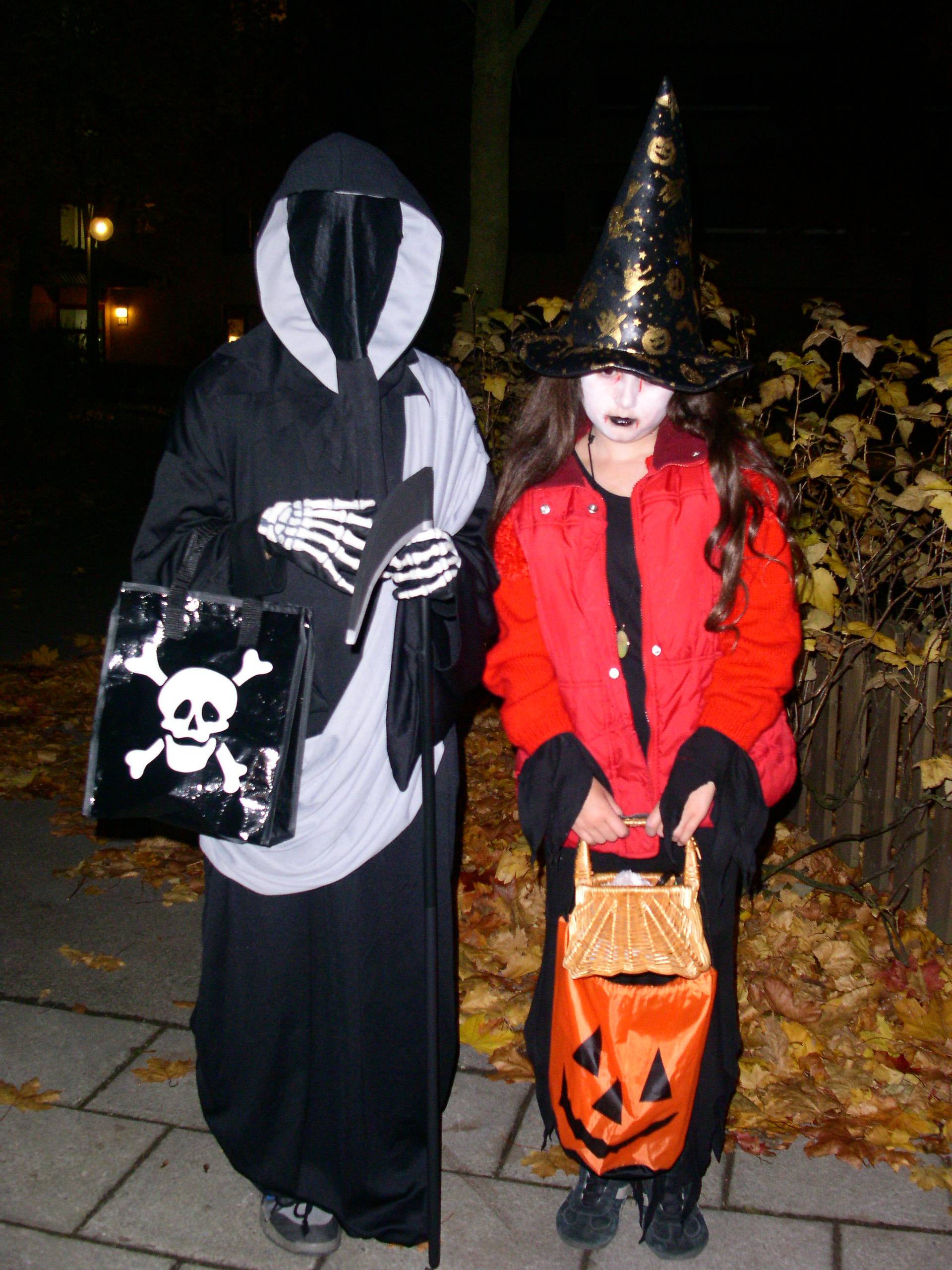
Bus eller godis i Sverige.

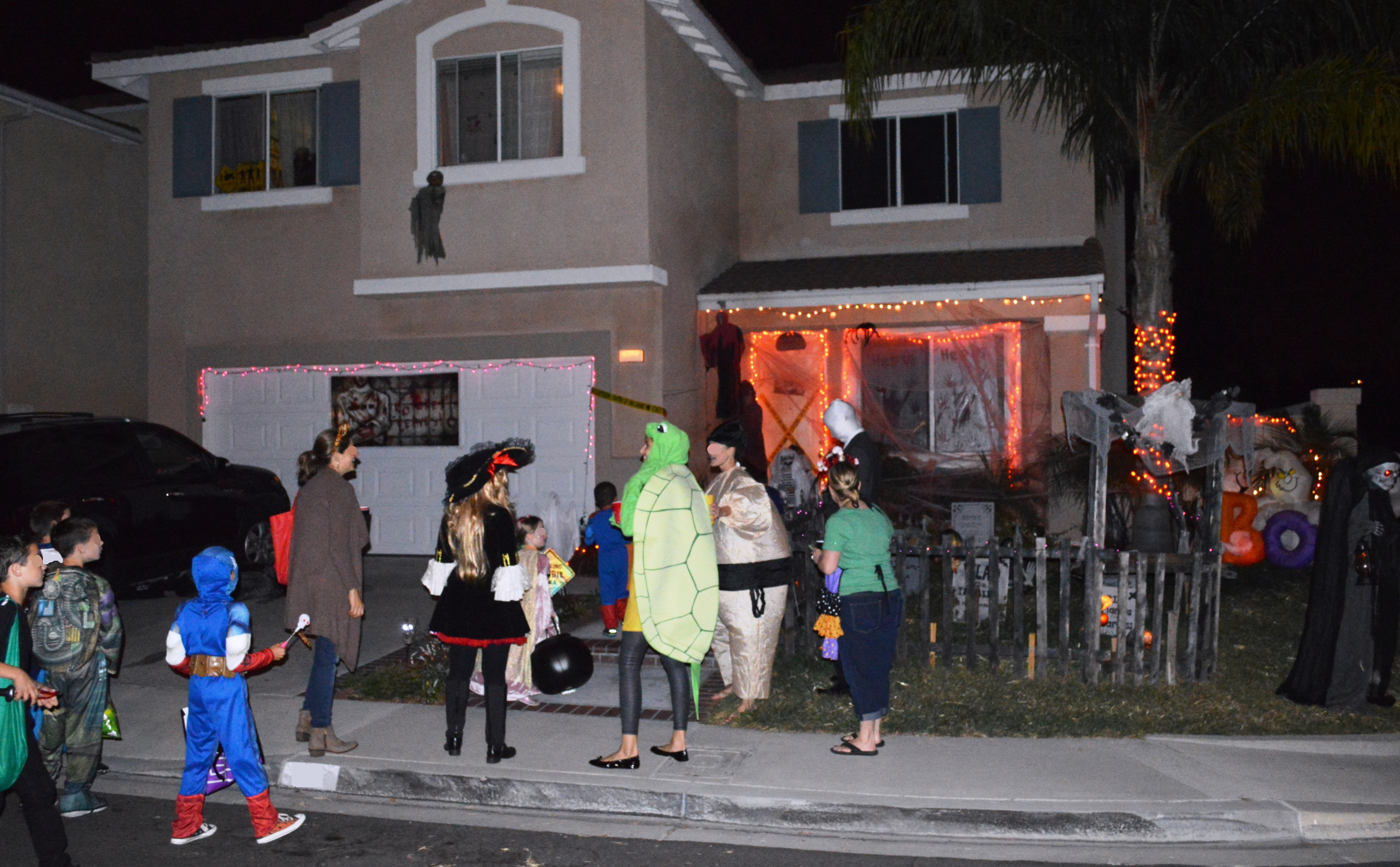
Trick or treat i Kalifornien 2014.

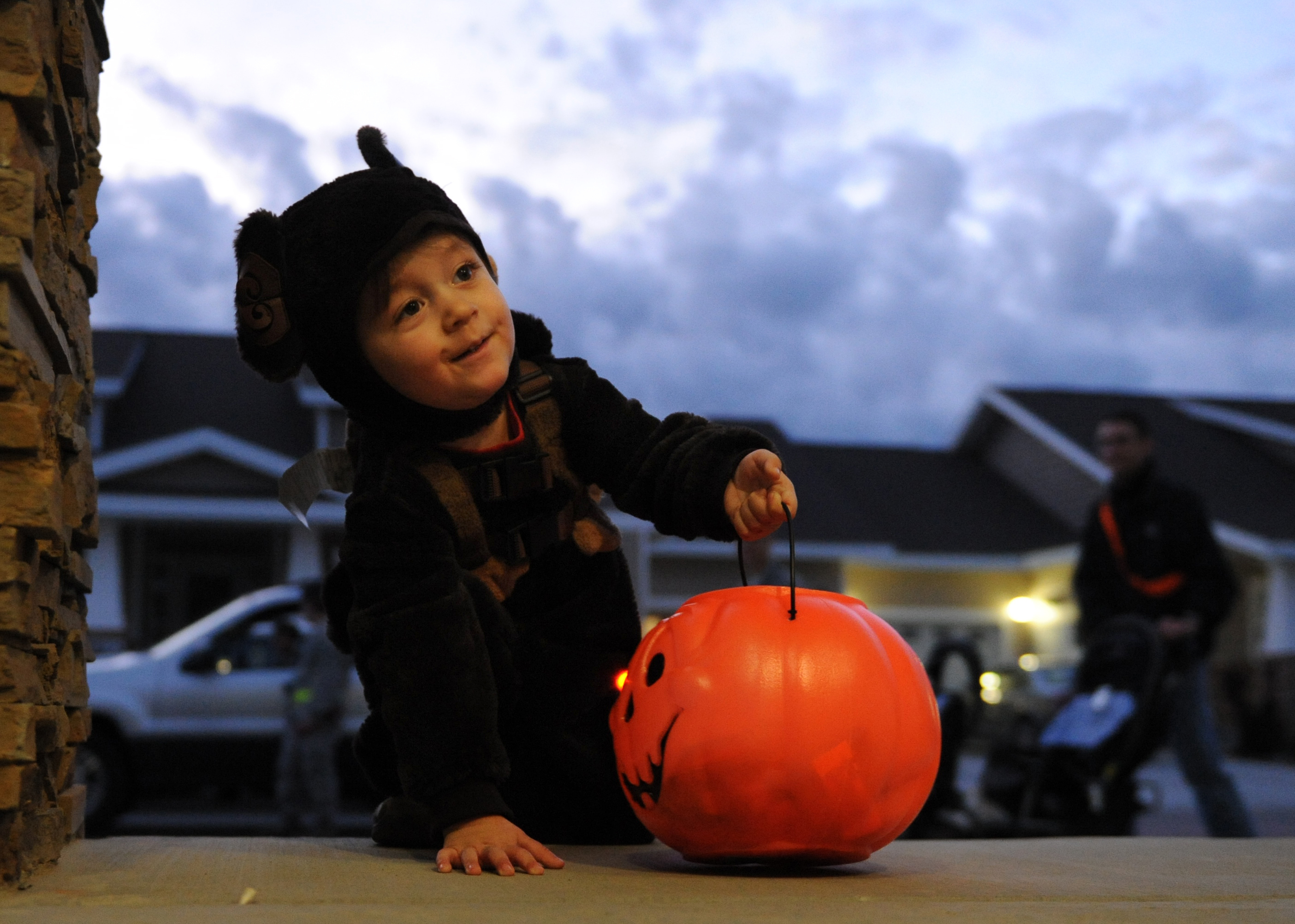
En liten pojke kämpar med att bära sin godishink på halloween.

Bus eller godis, från engelskans "trick or treat", är en dörrknackningstradition i samband med firandet av halloween. Traditionen är vanlig i engelsktalande länder, men har på senare tid spridit sig även till andra länder i världen. Den påminner om påsktraditionen med påskkärringar i Sverige och Finland.
Utklädda i skrämmande maskeringar går barnen runt och knackar dörr. När någon öppnar säger barnen "bus eller godis" och därefter måste den boende bjuda de maskerade dörrknackarna på godis eller pengar, annars riskerar den boende att bli utsatt för ett bus av barnen i form av ett practical joke.
Förr i tiden knackade barn och fattiga i Storbritannien och Irland dörr för att sjunga och be böner för de döda i utbyte mot kakor. Utklädda barn som knackade dörr för att tigga mat och pengar förekom i Skottland och Irland i slutet av 1800-talet och traditionen fördes till USA av immigranter.
I USA och Kanada är det en av de viktigaste traditionerna under halloween. När traditionen först kom till USA var det vanligt att även vuxna klädde ut sig för att kunna umgås på samma villkor i det då strikt indelade klassamhället, men med tiden har det blivit mer som en lek för barnen. Enligt statistik från National Confectioners Association år 2005 räknade 85 procent av de vuxna i USA med att bjuda på godis i samband med traditionen, och 93 procent av barnen i USA tänkte klä ut sig och knacka dörr på halloween.
I Sverige var det en sällsynt tradition när halloween etablerades i landet under 1990-talet, men har fram till början av 2000-talet blivit allt vanligare. Det råder delade meningar om vilken dag bus eller godis bör äga rum i Sverige. Antingen på halloween den 31 oktober enligt amerikansk tradition, eller dagen före alla helgons dag i Sverige, det vill säga fredagen som infaller den 30 oktober till den 5 november. De som förespråkar det sistnämnda kan använda sig av minnesramsan "på fredag bus, på lördag ljus".